# Штеттлер, Эрнст
	Эрнст Штеттлер (нем. Ernst Stettler; род. 17 июля 1921 года в Мелликоне, Швейцария — ум. 28 августа 2001 года в Мелликоне) — швейцарский профессиональный шоссейный велогонщик. Серебряный призёр Чемпионата мира 1946 года среди любителей. Участник Тур де Франс 1949 года.

## Достижения
1946
2-й  Чемпионат мира – любители
1947
9-й Тур Швейцарии
1948
1-й Тур Северо-Западной Швейцарии
2-й Чемпионат Цюриха
1949
2-й Тур дю Лак Леман
3-й Тур Швейцарии
1-й — Этапы 1 & 5
6-й Чемпионат мира – профессионалы
1950
1-й — Этап 5 Тур Швейцарии
2-й Тур Северо-Западной Швейцарии
3-й Гран-при Ле-Локля

## Статистика выступлений

### Гранд-туры
| Гранд-тур       | 1949 |
| --------------- | ---- |
| Джиро д’Италия  | —    |
| Тур де Франс    | НФ   |
| Вуэльта Испании | —    |

| —  | Не участвовал  |
| НФ | Не финишировал |